# ميلفيل بيل غروسفينور
ميلفيل بيل غروسفينور (بالإنجليزية: Melville Bell Grosvenor)‏ هو مصور وصحفي أمريكي، ولد في 26 نوفمبر 1901 في واشنطن العاصمة في الولايات المتحدة، وتوفي في 22 أبريل 1982 في بيثيسدا في الولايات المتحدة.

## وصلات خارجية
- ميلفيل بيل غروسفينور على موقع مونزينجر (الألمانية)